# Ypthima egregia
Ypthima egregia is een vlinder uit de onderfamilie Satyrinae van de familie Nymphalidae. De wetenschappelijke naam van de soort is voor het eerst geldig gepubliceerd door Henry John Elwes & James Edwards.